# 圣日耳曼德蒙戈姆里
圣日耳曼-德蒙戈姆里（法語：Saint-Germain-de-Montgommery，法語發音：[sɛ̃ ʒɛʁmɛ̃ də mɔ̃ɡɔmʁi] ⓘ）是法国卡尔瓦多斯省的一个旧市镇，属于利雪区。2016年，圣日耳曼-德蒙戈姆里与临近的3个市镇合并为新市镇瓦勒德维。

## 地理
圣日耳曼-德蒙戈姆里（48°56'36"N, 0°10'22"E）面积8.13 平方千米，位于法国诺曼底大区卡爾瓦多斯省，该省份为法国西北部沿海省份，北濒大西洋英吉利海峡，东北与滨海塞纳省以海上边界相接，东临厄尔省，南至奧恩省，西与芒什省接壤。
与圣日耳曼-德蒙戈姆里接壤的市镇（或旧市镇、城区）包括：利索尔、圣富瓦德蒙戈姆里、克鲁特、维穆捷、瓦勒德维。
圣日耳曼-德蒙戈姆里的时区为UTC+01:00、UTC+02:00（夏令时）。

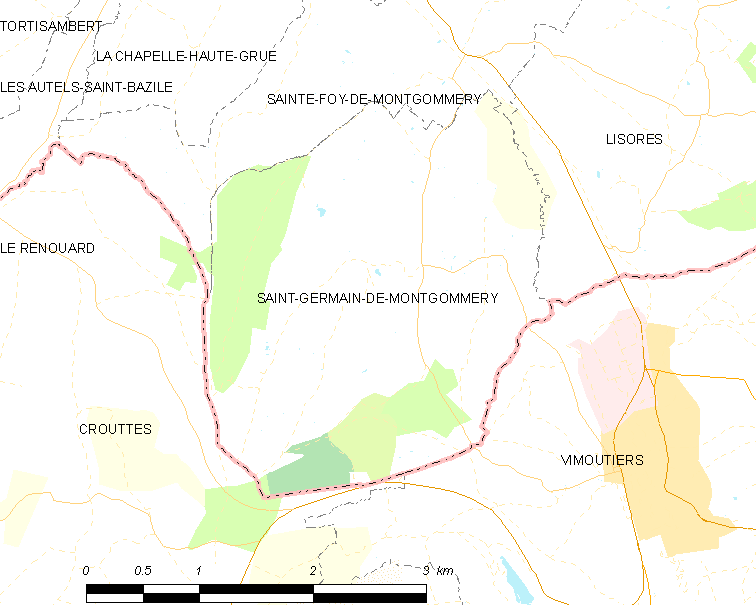
圣日耳曼-德蒙戈姆里的OSM定位图

## 行政
圣日耳曼-德蒙戈姆里的邮政编码为14140，INSEE市镇编码为14583。

## 政治
圣日耳曼-德蒙戈姆里所属的省级选区为利瓦罗派多日县。

## 人口

1962-2008年间圣日耳曼-德蒙戈姆里人口变化图示

圣日耳曼-德蒙戈姆里于2018年1月1日时的人口数量为168人。